# Sergi Belbel i Coslado
Sergi Belbel i Coslado (Terrassa, Vallès Occidental, 29 de maig de 1963) és un autor, director i traductor teatral català, director del Teatre Nacional de Catalunya entre els anys 2006 i 2013, quan va ser substituït per Xavier Albertí i Gallart.

## Biografia
Va estudiar Filologia romànica a la Universitat de Barcelona. Entrà en contacte amb el món del teatre a través de l'Aula de Teatre de la Universitat Autònoma de Barcelona i a partir del 1986 també a través del Teatro Fronterizo de Madrid. La seva primera obra teatral va ser estrenada a Gijón. Des de 1988 treballa de director de teatre i sovint també participa en l'escenificació de les seves pròpies obres, tasca que compagina amb la seva feina de professor de l'Institut del Teatre de Barcelona.
El 1992 va estrenar Carícies, una obra de deu escenes amb l'amor i la pèrdua de la comunicació com a temàtica principal, el dramaturg català es va donar a conèixer internacionalment i teatres de tot Europa es van començar a interessar per ell. Les obres Després de la pluja (1993) i Morir (1994), així mateix, van esdevenir també grans èxits. Des de 1995 Belbel treballa per la televisió espanyola com a guionista i, puntualment, com a director.
El 2021 va publicar la seva primera novel·la, Morir-ne disset (Proa)

## Activitat dramàtica
El 1985 fou guardonat amb el Premi Marquès de Bradomín per Caleidoscopis i fars d'avui, que s'estrenà l'any següent. A partir d'aquest moment va estrenar successivament i es va convertir en un dels valors joves més prometedors del país. La seva activitat teatral no tan sols es redueix a l'escriptura, sinó que s'amplia al camp de la direcció d'escena. Des de 1988 és professor de l'Institut del Teatre de Barcelona. Del 2006 al 2013 fou director del Teatre Nacional de Catalunya.

### Obres
- 1986: Caleidoscopis i fars d'avui
- 1987: Minim-mal show
- 1988: Ópera
- 1989: Elsa Schneider
- 1989: En companyia d'abisme
- 1990: Tàlem
- 1991: Carícies, portada al cinema per Ventura Pons amb el mateix nom.
- 1993: Després de la pluja
- 1994: Morir, portada al cinema per Ventura Pons amb el títol de Morir (o no).
- 1994: Homes
- 1999: El temps de Planck
- 2005: Forasters
- 2007: A la Toscana
- 2019 Si no t'hagués conegut (sèrie de tv)
- 2019: Dolors, coescrita amb Eulàlia Carrillo i Cristina Clemente
- 2023: Lali Symon

## Premis i reconeixements
- Premi Marquès de Bradomín per Caleidoscopis i fars d'avui (1985)
- Premio Nacional de Literatura Dramática per Morir (1996)
- Premi Nacional de Teatre (2000)
- Premi Max de les Arts escèniques per Després de la pluja (2002)
- Premi Max a la Millor adaptació d'una obra teatral per Dissabte, diumenge i dilluns (2004)
- Premi Max al Millor autor de teatre en català/valencià per la seva obra Forasters (2006)
- Així mateix ha rebut dues nominacions més, l'any 2004 en la categoria de i el 2006 en la categoria de
- Premi Rosalía de Castro (2018).[5]
- Premi Sant Jordi de Novel·la per Morir-ne disset (2023)[6]